# Ciry-Salsogne
Ciry-Salsogne è un comune francese di 844 abitanti situato nel dipartimento dell'Aisne della regione dell'Alta Francia.

## Società

### Evoluzione demografica
Abitanti censiti

## Storia
Tracce di abitazioni protostoriche sono state poste in evidenza nella località detta la Haute-Garenne, durante l'età del bronzo, e l'Hallstatt a la Bouche-à-Vesle, con più di settanta tra fabbricati e fosse. Al Champ-Part è stata portata alla luce una villa gallo-romana durante i lavori per la costruzione della stazione ferroviaria, nel 1844.  

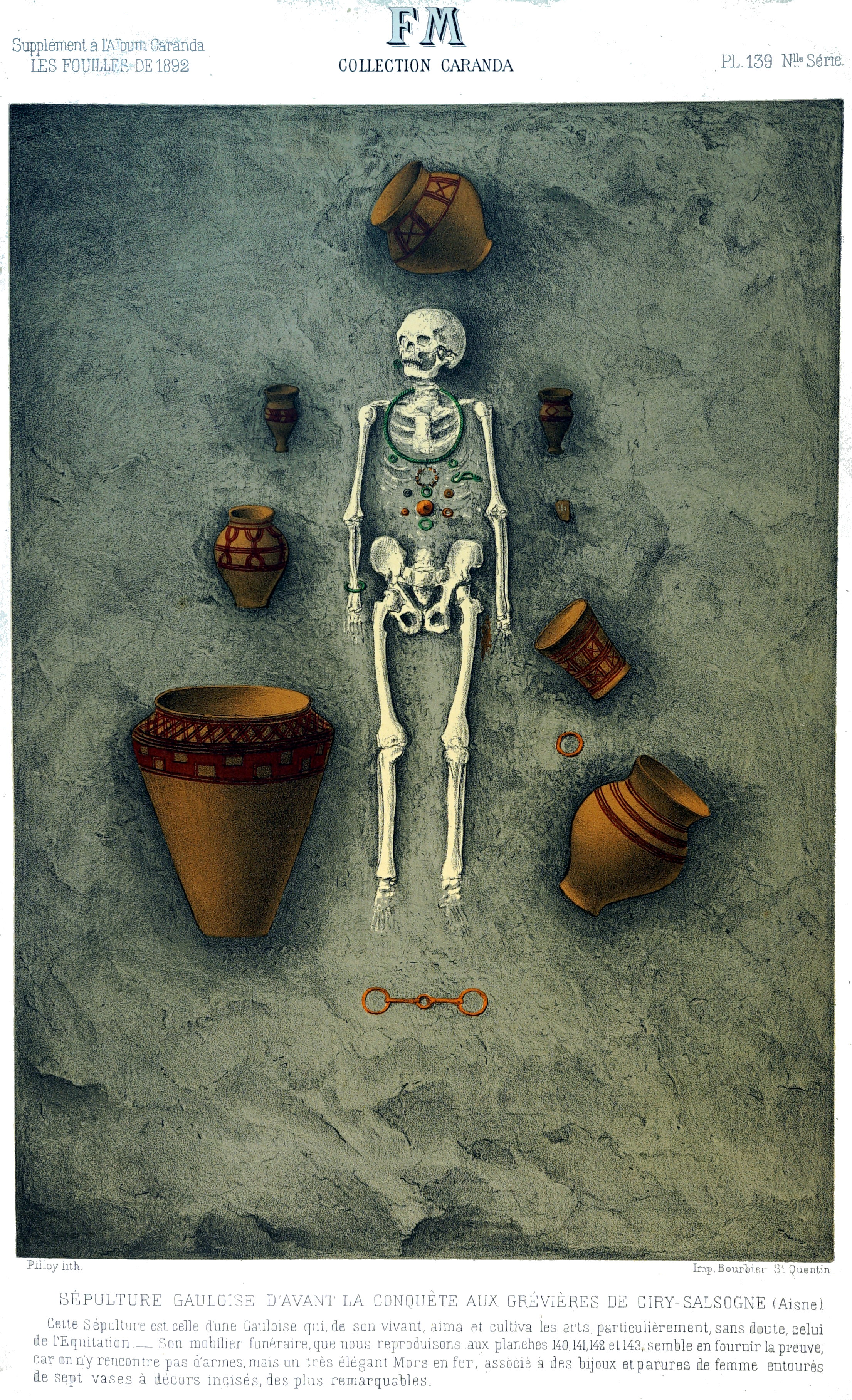
Sepolture
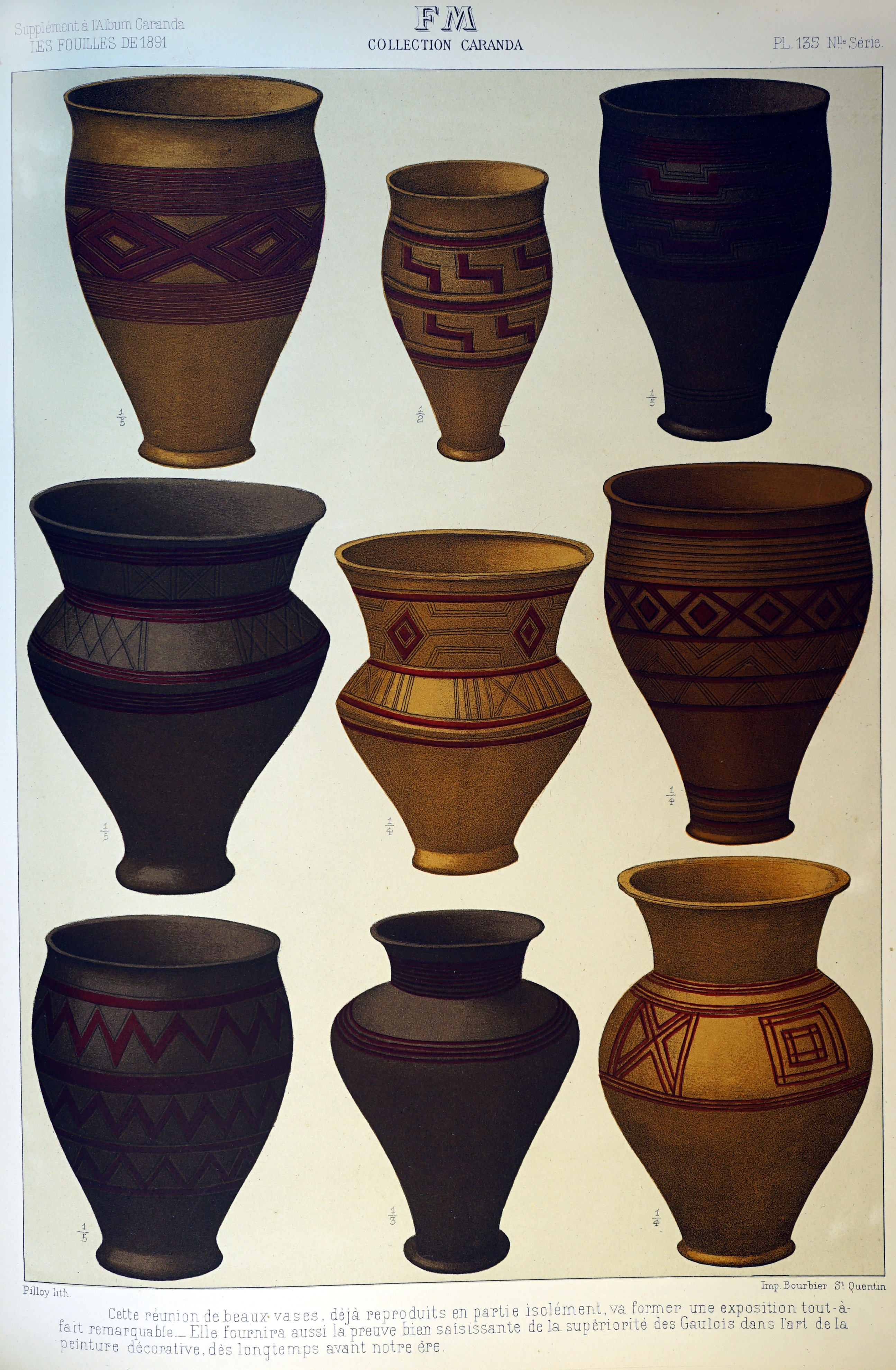
scavate da
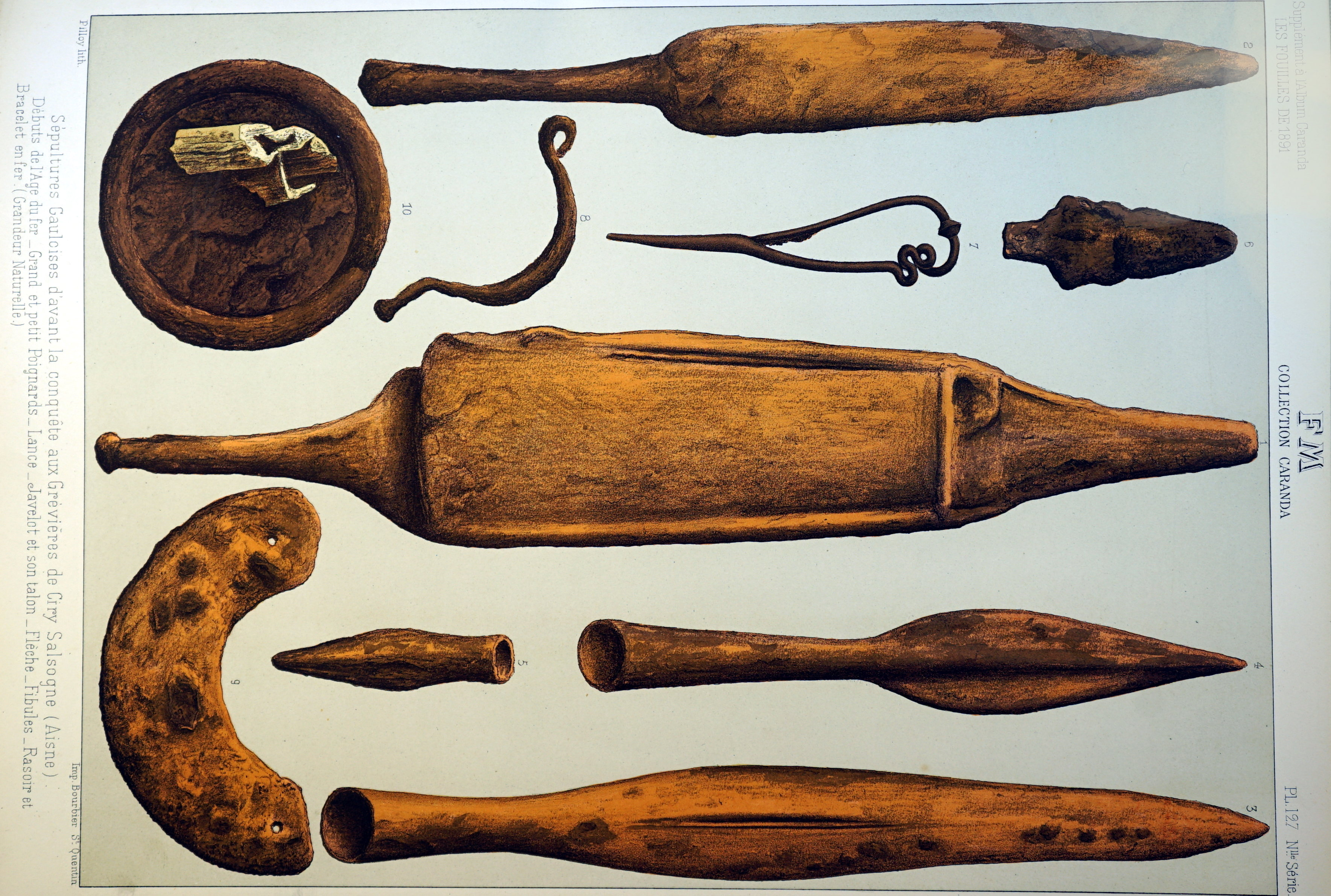
F. Moreau, fine XIX secolo.